# Hagenthal-le-Bas
Hagenthal-le-Bas là một xã ở tỉnh Haut-Rhin trong vùng Grand Est ở đông bắc Pháp. Xã này có diện tích 6,2 kilômét vuông, dân số năm 1999 là 1070 người. Khu vực này có độ cao 360 mét trên mực nước biển.